# Cameron Neylon

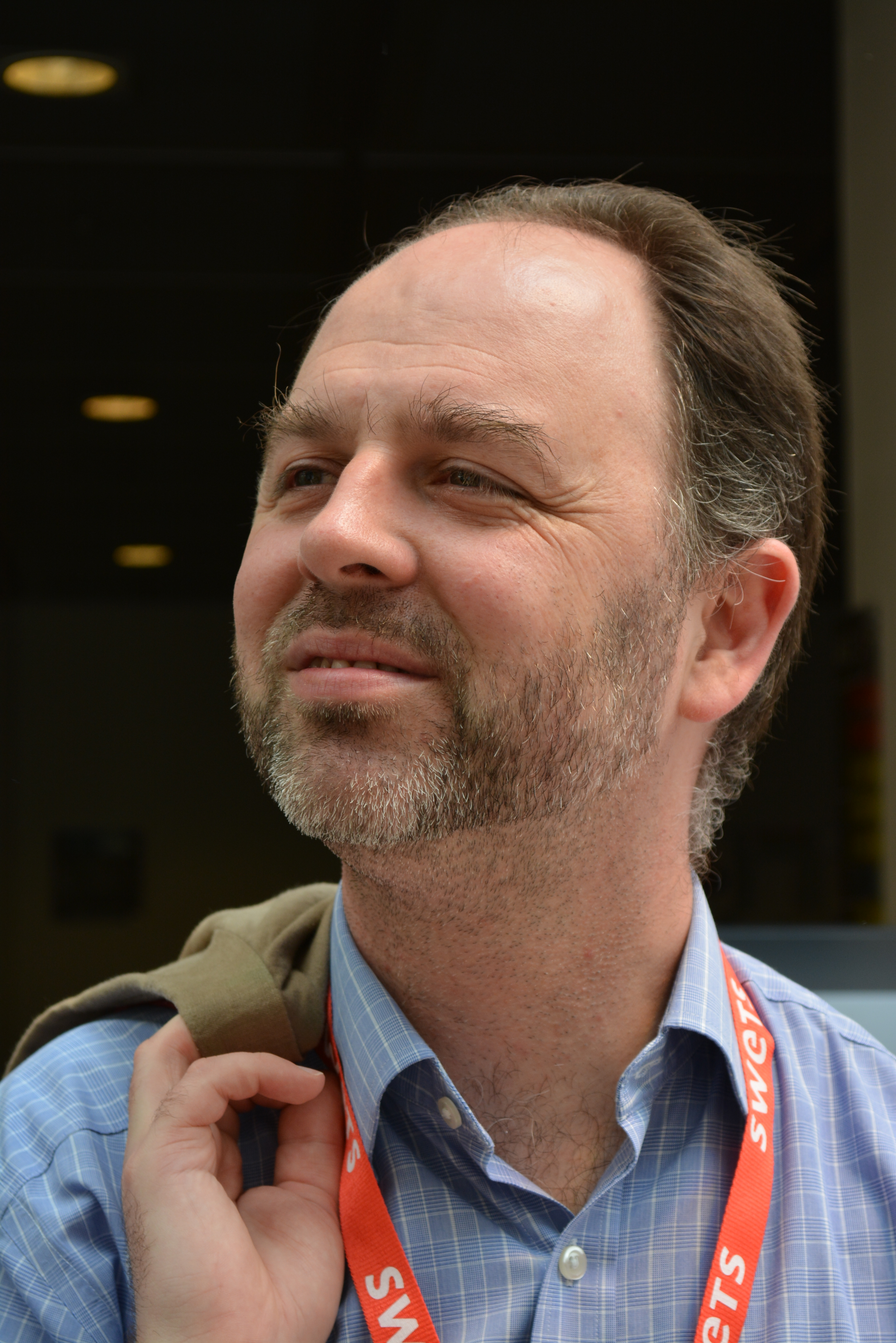
Cameron Neylon (2013)

David Cameron Neylon (* 1973 in Sydney) ist ein australischer Open-Access-Aktivist und Professor für Forschungskommunikation am Centre for Culture and Technology (CCAT) der Curtin University in Perth. Von 2012 bis 2015 war er Direktor der Interessenvertretung bei der Public Library of Science.

## Bildung
Neylon studierte an der University of Western Australia und an der Australian National University, wo er 1999 für seine Arbeit über gerichtete molekulare Evolution und DNA-Bindungsspezifität den Titel eines Doktors der Philosophie in Biophysik erhielt.

## Karriere
Im Jahr 2009 war Neylon leitender Wissenschaftler an der Neutronenquelle ISIS (englisch ISIS Neutron and Muon Source) des Science and Technology Facilities Council (STCF). Von 2012 bis 2015 war er Direktor der Interessenvertretung an der Public Library of Science (PLOS). Seit 2015 ist er Professor für Forschungskommunikation am Centre for Culture and Technology (CCAT) der Curtin University.
Neylon ist einer der ursprünglichen Verfasser der Panton-Prinzipien und war gegen das Gesetz über Forschungsarbeiten (englisch Research Works Act; 102 H.R. 3699) und setzt sich dafür ein, dass Forscher von staatlicher Seite ermutigt werden, Open-Access-Lizenzen zu verwenden.

## Auszeichnung
- 2010: Blue Obelisk Award[14]

## Publikationen (Auswahl)
- Cameron Neylon: Chemical and biochemical strategies for the randomization of protein encoding DNA sequences: library construction methods for directed evolution. Band 32, Nr. 4, 2004, S. 1448–1459 (englisch).
- Mit Shirley Wu: Article level metrics and the evolution of scientific impact, Public Library of Science, 2009.
- Cameron Neylon: The road less travelled: optimising for the unknown and unexpected impacts of research. 2015, S. 69–86 (englisch, edu.au [abgerufen am 8. Dezember 2023]).
- Anthony Beck, Cameron Neylon: A vision for Open Archaeology. 5. Dezember 2012, S. 479–497, doi:10.1080/00438243.2012.737581 (englisch).
- Taking Culture Seriously: how can we build positive change and coherent practice within our research communities?, 2016. OCLC 1384398096
- Leading or following: Data and rankings must inform strategic decision making, not drive them, 2012. OCLC 1384402956
- The real cost of overpaying for journals is that we put highly skilled research scientists in an office looking at science rather than doing it, 2012. OCLC 1384095623